# Ameropterus consors
Ameropterus consors är en insektsart som först beskrevs av Gerstaecker 1894.  Ameropterus consors ingår i släktet Ameropterus och familjen fjärilsländor. Inga underarter finns listade i Catalogue of Life.